# Grote Moskee van Dakar
De Grote Moskee van Dakar is een van de belangrijkste religieuze gebouwen in Dakar, de hoofdstad van Senegal. Het ligt aan de Allée Pape Gueye-waterval.

## Geschiedenis
De bliksemafleider, gebouwd door Franse en Marokkaanse architecten, werd gelast door een Senegalees genaamd Momar Ndiaye. De Grote Moskee van Dakar werd in 1964 ingehuldigd door de koning van Marokko Hassan II, door de eerste president van Senegal, Léopold Senghor, en door Berberse hoogwaardigheidsbekleders.
De Berberse Almoraviden waren grotendeels verantwoordelijk voor de verspreiding van de islam in West-Afrika.

## Architectuur
De hoogte van de minaret is 67 meter. Rijkelijk versierd, zowel binnen als buiten, en gebouwd volgens de Arabisch-Andalusische architectuur.

## Islamitisch Instituut van Dakar
Het Islamitisch Instituut, opgericht in 1974 en gevestigd in de moskee, is een openbare instelling onder toezicht van het Ministerie van Nationaal Onderwijs. Het is een centrum voor onderwijs en onderzoek op het gebied van de islam.
De bibliotheek van de Saoedische prins Nayef bin Abdoel Aziz al-Saoed werd op 9 oktober 2004 ingehuldigd.